# Distretto di Penonomé
Il distretto di Penonomé è un distretto di Panama nella provincia di Coclé con 85.737 abitanti al censimento 2010

## Geografia antropica

### Suddivisioni amministrative
Il distretto è suddiviso in dieci  comuni (corregimientos):
- Penonomé
- Cañaveral
- Coclé
- Chiguirí Arriba
- El Coco
- Pajonal
- Río Grande
- Río Indio
- Toabré
- Tulú